# All Rise (Album)
All Rise ist das Debütalbum der britischen Boygroup Blue aus dem Jahr 2001.

## Entstehung und Veröffentlichung
Die Lieder des Albums wurden von vielen verschiedenen Autoren geschrieben und komponiert, darunter auch die vier Blue-Mitglieder Simon Webbe (6 Titel), Duncan James (2), Lee Ryan (2) und Antony Costa (1). Darüber hinaus sind weitere namhafte Autoren wie das Produzententrio Stargate (3). Eliot Kennedy (1) oder auch Kurtis Walker (1) beteiligt. Für die Produktion der einzelnen Titel zeichneten Ray Ruffin (4 Titel), Stargate (4), Steelworks (3), Jem Godfrey (1) sowie Bill Padley (1) verantwortlich.
Die Erstveröffentlichung von All Rise erfolgte am 26. November 2001 durch das Musiklabel Virgin Records.

## Inhalt
| #  | Titel                      | Autor(en) | Produzent(en)            | Länge |
| -- | -------------------------- | --- | ------------------------ | ----- |
| 1  | All Rise                   | Mikkel SE, Hallgeir Rustan, Tor Erik Hermansen, Simon Webbe, Daniel Stephens                                                       | Stargate                 | 3:43  |
| 2  | Too Close                  | Kier Gist, Darren Lighty, Robert Huggar, Raphael Brown, Robert Ford Jr., Denzil Miller, James B. Moore, Kurtis Walker, Larry Smith | Ray Ruffin               | 3:45  |
| 3  | This Temptation            | Eliot Kennedy, Steve Richards, Simon Webbe, Antony Costa, Duncan James, Lee Ryan                                                   | Steelworks               | 3:35  |
| 4  | If You Come Back           | Ray Ruffin, Nicole Formescu, Ian Hope, Lee Brennan                                                                                 | Ray Ruffin               | 3:27  |
| 5  | Fly By                     | Mikkel SE, Hallgeir Rustan, Tor Erik Hermansen, Simon Webbe                                                                        | Stargate                 | 3:46  |
| 6  | Bounce                     | Mikkel SE, Hallgeir Rustan, Tor Erik Hermansen, Simon Webbe                                                                        | Stargate                 | 3:52  |
| 7  | Long Time                  | Ian Hope, Ray Ruffin, Anthony Costa, Simon Webbe                                                                                   | Ray Ruffin               | 4:14  |
| 8  | Make It Happen             | Jan Kask, Peter Mansson, Wayne Hector, Ali Tennant                                                                                 | Stargate                 | 3:14  |
| 9  | Back to You                | Ian Hope, Ray Ruffin, Simon Webbe, Anthony Costa, Duncan James, Lee Ryan                                                           | Ray Ruffin               | 3:04  |
| 10 | Girl I’ll Never Understand | Tim Woodcock, Gary Barlow | Steelworks               | 3:26  |
| 11 | Back Some Day              | Tim Woodcock, Mike Terry | Steelworks               | 4:01  |
| 12 | Best in Me                 | Bill Padley, Jem Godfrey | Bill Padley, Jem Godfrey | 3:11  |

## Rezensionen
All Rise erhielt unter anderem 3,5/5 Punkten bei Allmusic oder auch 2,5/5 Punkten bei NME.

## Kommerzieller Erfolg

### Chartplatzierungen
| ChartsChartplatzierungen     | Höchstplatzierung | Wochen |
| ---------------------------- | ----------------- | ------ |
| Deutschland (GfK)            | 68 (1 Wo.)        | 1      |
| Vereinigtes Königreich (OCC) | 1 (68 Wo.)        | 68     |

| ChartsJahrescharts (2001)    | Platzierung |
| ---------------------------- | ----------- |
| Vereinigtes Königreich (OCC) | 16          |

| ChartsJahrescharts (2002)    | Platzierung |
| ---------------------------- | ----------- |
| Vereinigtes Königreich (OCC) | 26          |

### Auszeichnungen für Musikverkäufe
| Land/Region                  | Auszeichnungen für Musikverkäufe (Land/Region, Auszeichnung, Verkäufe) | Verkäufe    |
| ---------------------------- | ---------------------------------------------------------------------- | ----------- |
| Australien (ARIA)            | Gold                                                                   | 35.000      |
| Dänemark (IFPI)              | Gold                                                                   | 25.000      |
| Europa (IFPI)                | Platin                                                                 | (1.000.000) |
| Neuseeland (RMNZ)            | 2× Platin                                                              | 30.000      |
| Vereinigtes Königreich (BPI) | 4× Platin                                                              | 1.200.000   |
| Insgesamt                    | 2× Gold · 5× Platin ·                                                  | 1.290.000   |